# Acer schneiderianum
Acer schneiderianum é uma espécie de árvore do gênero Acer, pertencente à família Aceraceae.